# Horst Zander (Anglist)
Horst Zander (* 15. Oktober 1949 in Oberhausen) ist ein deutscher Anglist, Hochschullehrer und Shakespeare-Forscher.

## Leben und Wirken
Horst Zander studierte Anglistik und Geschichte an der Ruhr-Universität Bochum. Nach dem Ersten Staatsexamen 1976 promovierte er dort 1980. Zunächst war er ab 1976 wissenschaftlicher Mitarbeiter bzw. Akademischer Rat tätig. Nach dem Wechsel an die Universität München habilitierte er sich 1992 und lehrt seither als außerplanmäßiger Professor (ab 2004 als Honorarprofessor) an dieser Universität. Zander beschäftigt sich neben dem Werk von William Shakespeare mit der Englischsprachige Literatur Südafrikas.

## Veröffentlichungen (Auswahl)
- Shakespeare "bearbeitet".  Eine Untersuchung am Beispiel der Historien-Inszenierungen 1945–1975 in der Bundesrepublik Deutschland (= Tübinger Beiträge zur Anglistik, Bd. 3). Narr, Tübingen 1983, ISBN 3-87808-963-5 (= Dissertation Ruhr-Universität Bochum).
- Intertextualität und Medienwechsel. In: Ulrich Broich/Manfred Pfister (Hrsg.): Intertextualität. Formen, Funktionen, anglistische Fallstudien (= Konzepte der Sprach- und Literaturwissenschaft, Bd. 35). Niemeyer, Tübingen 1985, S. 178–196, ISBN 3-484-22035-X.
- Theater im England Shakespeares. In: Henning Rischbieter (Hrsg.): Welttheater. Theatergeschichte, Autoren, Stücke, Inszenierungen. 3. Aufl. Westermann, Braunschweig 1985, S. 40–73, ISBN 3-07-508883-8.
- Millin's Step-Children und Her Grand-Children. 'Miscegenation' in Some Southern African Novels. In: Elmar Lehmann (Hrsg.): Current themes in contemporary South African literature (= Englischsprachige Literaturen Afrikas, Bd. 1). Verlag Die Blaue Eule, Essen 1989, S. 84–125, ISBN 3-89206-252-8.
- (Hrsg.): Contemporary South African short stories. Reclam, Stuttgart 1994 (neueste Ausgabe 2020, ISBN 978-3-15-009006-0).
- "Seeking the soul with a dagger". 'Titus Andronicus' in Germany. In: Philip C. Kolin (Hrsg.): Titus Andronicus. Critical essays (= Shakespeare criticism, Bd. 12). Garland, New York 1995, S. 495ff., ISBN 0-8153-1159-1.
- 'Non enim adjectio haec ejus, sed opus ipsum est'. Überlegungen zum Paratext in 'Tristram Shandy'. In: Poetica, Bd. 28 (1996), H. 1–2, S. 132–153.
- Die unverheiratete Frau als Dienerin und Sklavin. Zur Eheproblematik bei Mary Astell und Daniel Defoe. In: Arbeiten aus Anglistik und Amerikanistik, Bd. 21 (1996), H. 2, S. 239–253.
- Fact – fiction – "faction". A study of black South African literature in English (= Buchreihe zu den Arbeiten aus Anglistik und Amerikanistik, Bd. 14). Narr, Tübingen 1999, ISBN 3-8233-4659-8 (= Habilitationsschrift Universität München).
- Prose – poem – drama. 'Poemdra' – 'Black aesthetics' in South Africa. In: Research in African literatures, Bd. 30 (1999), H. 1, S. 12–33.
- Literary questions – psychoanalytic answers? A century of psychoanalytic readings of Shakespeare. In: Ingrid Hotz-Davies/Anton Kirchhofer (Hrsg.): Psychoanalytic-ism. Uses of psychoanalysis in novels, poems, plays and films. Wiss. Verlag Trier, Trier 2000, S. 177–198, ISBN 3-88476-414-4.
- Julius Caesar. New critical essays (= Shakespeare criticism, Bd. 29). Routledge, London 2005, ISBN 0-8153-3507-5 (Paperback 2012, ISBN 978-0-415-64946-9).
- Julius Caesar (= Shakespeare und kein Ende, Bd. 7). Kamp, Bochum 2006, ISBN 3-89709-388-X.